# Susan Greenfield
Susan Adele Greenfield, Greenfield bárónője (1950. október 1. –) brit tudós, írónő, rádióelőadó, a Lincoln College (Oxford-i Egyetem) szinaptikus gyógyszertani professzora, a Royal Institution igazgatója 1998-tól és a Lordok Házának tagja (bárónői címe miatt). 2006. február 1-jén kinevezték az edinburghi Heriot-Watt Egyetem kancellárjának. Az oxfordi St Hilda’s College-re járt. A Brit Birodalom Rendje parancsnoki osztályának (CBE) birtokosa.

## Kutatási területe
Főleg az agyi fiziológiát kutatja, különös tekintettel az Alzheimer- és Parkinson-kóros megbetegedések etiológiájára, de jobban ismert tudományos ismeretterjesztői tevékenységéről. Oxfordban egy multidiszciplináris csoportot vezet agyi mechanizmusok kutatása céljából, neurodegenerációs problémákkal egyetemben. Cége, a Brainboost Ltd az Alzheimer-kór nemgyógyszerészeti módon való megközelítésén dolgozik.

## Élete
Egy táncos és egy villanyszerelő lányaként látta meg a napvilágot Londonban. Chiswickben nőtt fel és az oxfordi St. Hilda's College-ben tanult. Az Oxfordi Egyetem Gyógyszertani Tagozatán szerezte DPhil (a filozófia doktora) fokozatát. Számos tudományos könyvet írt az agyról és a tudatról rendszeresen tart nyilvános előadásokat tévében és rádióban egyaránt. 2000-ben "Brain Story" címmel tévésorozatot vezetett a BBC2-n.
Greenfield 1991-ben összeházasodott az Oxfordi Egyetem fizikai kémia professzorával, Peter Atkinsszel, de 2005-ben elváltak.
1994-ben ő tartotta a Royal Institution karácsonyi előadását "Utazás az agy középpontjába" címmel, melyet a BBC később megrendelt tőle.
1995-től 1999-ig, mint Gresham orvostudományi professzor tartott előadásokat.
1996 óta a gyógyszerészet professzora a Lincoln College-ben, Oxfordban.
Három kutatási és biotechnológiai céget létesített: a Synapticát, a Brainboostot, és a Neurodiagnostics-ot, amelyek neurológiai megbetegedésekkel foglalkoznak, mint például az Alzheimer-kór.
2000 januárjában a Brit Lovagrenddel tüntették ki (rangja parancsnok "Commander"), amellyel tudománynépszerűsítő tevékenységét jutalmazták. 2001 júniusában nemesi címet kapott, amely feljogosítja a Greenfield bárónő megnevezésre.
Sokan úgy vélik, tudományos tekintélye miatt nyilván tagja az évente 32 tagot megválasztó Angol Királyi Természettudományos Társaságnak (Royal Society). Ez azonban tévhit, ugyanis csupán jelölték a tagságra, amelyet már többször is elutasítottak, mondván, hogy a népszerűség nem ok a bekerülésre.

## Díjai
- a Royal Society Faraday Medálja

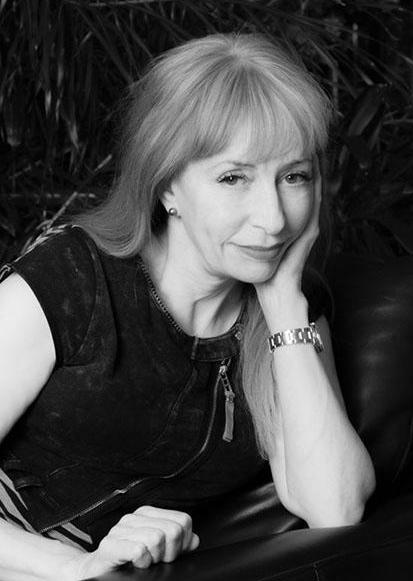
Susan Greenfield bárónő 2013-ban

- A Brit Birodalom Rendje, parancsnoki fokozat (CBE, 2000): tudományos ismeretterjesztői munkájáért
- Nemesi cím (2001)
- Francia Becsületrend (2003)

## Könyvei
- Utazás az elme központjaiba (Journey to the centres of the mind)
- Fogalmak a sejtidegélettanban
- Megmagyarázzuk az emberi értelmet, kalauz az emberi test vezérlő központjához[9]
- Az emberi agy (The Human Brain)
- A holnap emberei (Tomorrow's people)
- Identitás a XXI. században (The Quest for Meaning in the 21st Century)

### Társszerzőként
- Utazás az agy központjaiba
- Agyhullámok

## Magyarul
- Megmagyarázzuk az emberi értelmet. Kalauz az emberi test vezérlő központjához; szerk. Susan Greenfield, ford. Greguss Ferenc; Magyar Könyvklub–Helikon, Bp., 1997
- Utazás az agy körül; ford., jegyz. Kiss János; Kulturtrade, Bp., 1998 (Világ-egyetem)
- Agyunk titkai. Betekintés érzelmeink, ötleteink világába; ford. Klupács Flóra; Alexandra, Pécs, 2003
- Identitás a XXI. században; ford. Garai Attila; HVG Könyvek, Bp., 2009